# الطريق الأوروبي E5
الطريق الأوروبي E5 يعد الطريق الأوروبي E5 جزءًا من شبكة الطرق الأوروبية الدولية للأمم المتحدة. يمتد من غرينوك في اسكتلندا، جنوبًا عبر بريطانيا العظمى وفرنسا إلى الجزيرة الخضراء بإسبانيا. يبلغ طول الطريق 1900 ميل (3100 كم).